# Дикси (национальный лес)
Дикси (англ. Dixie National Forest) — национальный лес в штате Юта.
Национальный лес Дикси организован 25 сентября 1905 года как охраняемая природная территория. В 1906 году территория была увеличена, а 4 марта 1907 года получен статус национального леса. В 1922 году к Дикси присоединена территория национального леса Севрьер, а в 1944 году — национального леса Пауэлл.
Лес расположен в южной части Юты на границе нагорья Большой Бассейн и реки Колорадо. Дикси примечателен сильным перепадом высот над уровнем моря — от 850 м (около города Сент-Джордж) до 3451 м (гора Боулдер). Количество осадков также сильно различается — от 250 мм в год в низинах до 1000 мм в горных районах. Температура летом около Сент-Джорджа достигает +38 °C, зимой в горах фиксировалась температура −34 °C.
Площадь Дикси — 7644 км², длина около 270 км вдоль юга штата. Это крупнейший национальный лес Юты, полностью расположенный на территории штата. 55 % территории Дикси расположено в округе Гарфилд. Остальная территория находится в округах Айрон, Вашингтон, Кейн, Пайют и Уэйн.
Растительность Дикси варьирует от редколесья и пустошей внизу до низкорослых видов сосен и можжевельника, преобладающих на средних высотах. На возвышенностях преобладают осина и хвойные породы, такие как сосна, ель и пихта. Вершины самых высоких гор находятся выше границы леса.
Штаб-квартира Дикси находится в Сидар-Сити.

## Галерея

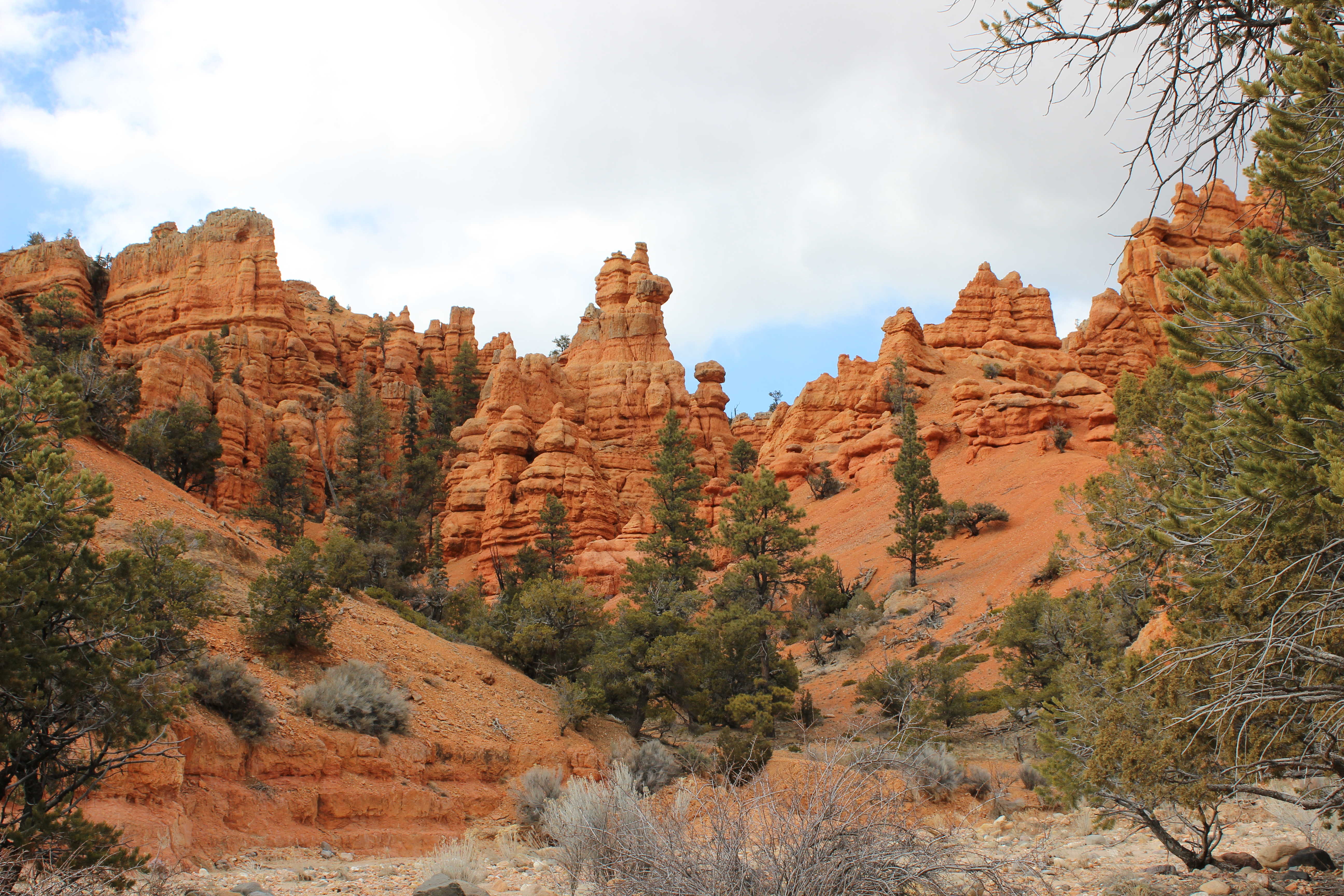
Каньон Касто, часть Дикси
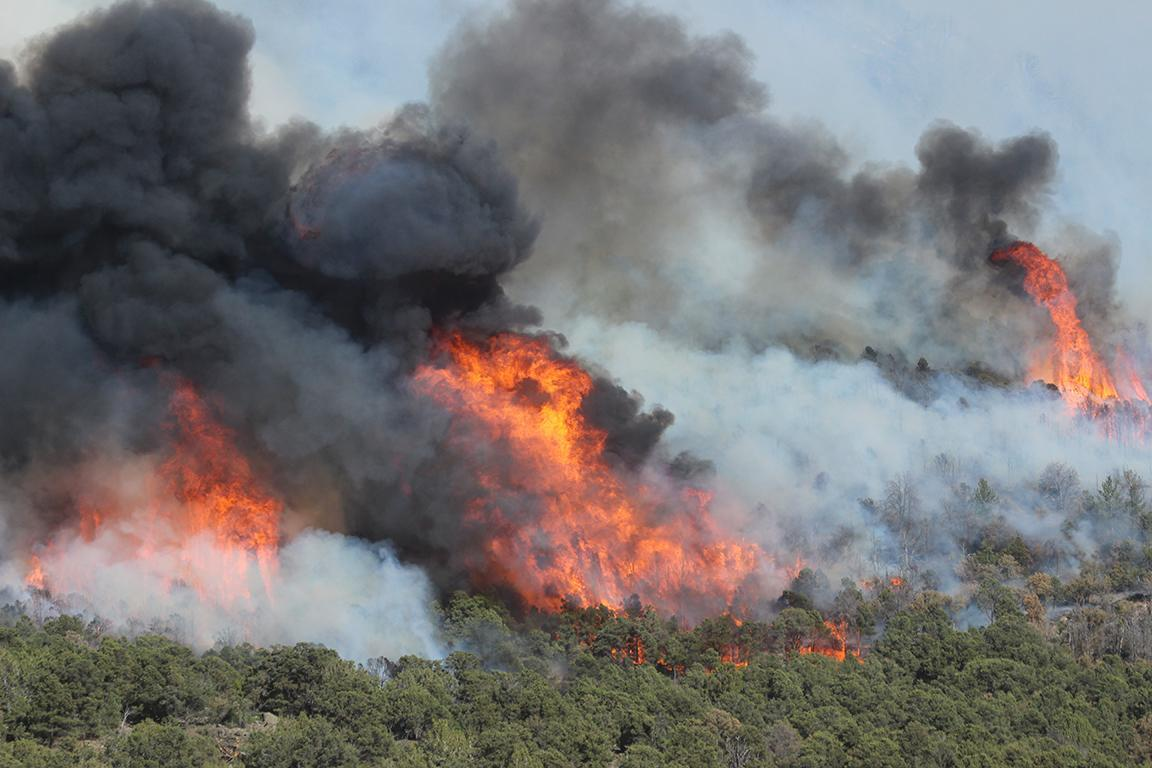
Пожар в июле 2018 года
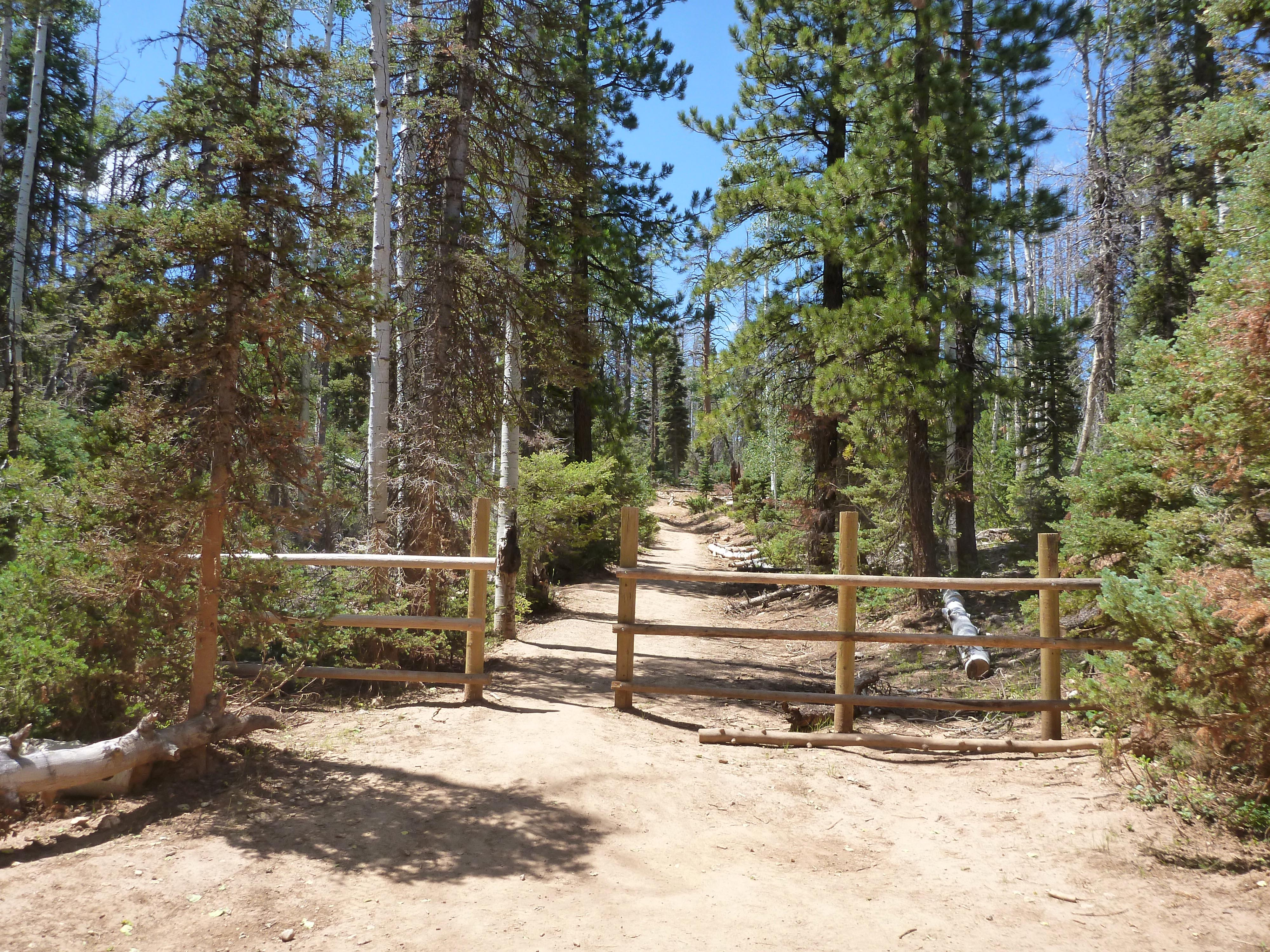
Тропа в национальном лесу Дикси
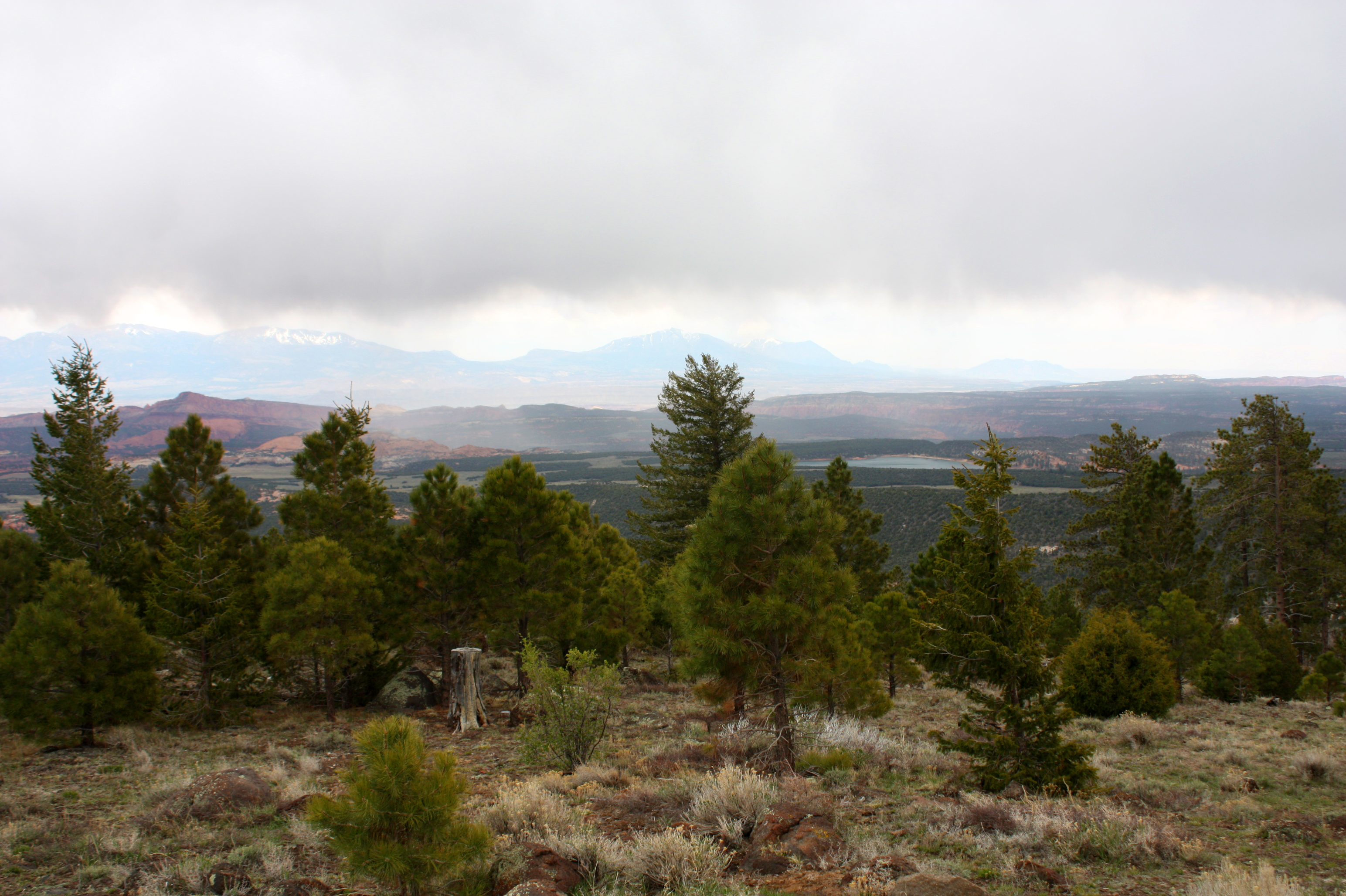
Пейзаж в Дикси